# Gynoplistia luteoannulata
Gynoplistia luteoannulata är en tvåvingeart som beskrevs av Alexander 1936. Gynoplistia luteoannulata ingår i släktet Gynoplistia och familjen småharkrankar. Inga underarter finns listade i Catalogue of Life.